# Reacții la decesul lui Osama bin Laden
Pe 1 mai 2011 (ora locală), președintele Statelor Unite ale Americii, Barack Obama a confirmat că liderul organizației teroriste al-Qaeda, Osama bin Laden, a fost ucis în Abbottabad, Pakistan. În câteva minute de la anunțul oficial, mulțimile din toată America s-au adunat să sărbătorească.
Decesul lui Osama bin Laden a fost salutat de comunitatea internațională ca un sfârșit potrivit pentru o persoană care a încurajat vărsarea de sânge în masă, și punct de cotitură pozitiv și important în lupta împotriva terorismului. Printre organizațiile care l-au salutat se numără ONU, Uniunea Europeană, NATO, și câteva state din Asia, America de Sud, și Orientul Mijlociu printre care Yemen, Arabia Saudită, Indonezia, Somalia, Filipinele, Turcia, Irak, Israel și de rebelii din Libia.
Cu toate acestea, uciderea lui bin Laden a fost condamnată de Venezuela, administrația Hamas din Fâșia Gaza, Frăția Musulmană, și Taliban. Majoritatea guvernelor din statele arabe și musulmane nu au declarat nimic. Iran și Lumea Musulmană au declarat că decesul lui bin Laden a eliminat „ultima scuză” a forțelor occidentale de a rămâne în Orientul Mijlociu și cerându-le plecarea cât mai grabnică. Monitorizarea website-urilor jihadiste în urma decesului lui Osama bin Laden de către agenția de inteligență SITE a dezvăluit încurajarea atacurilor de răzbunare a decesului lui Osama bin Laden.

## Statele Unite ale Americii

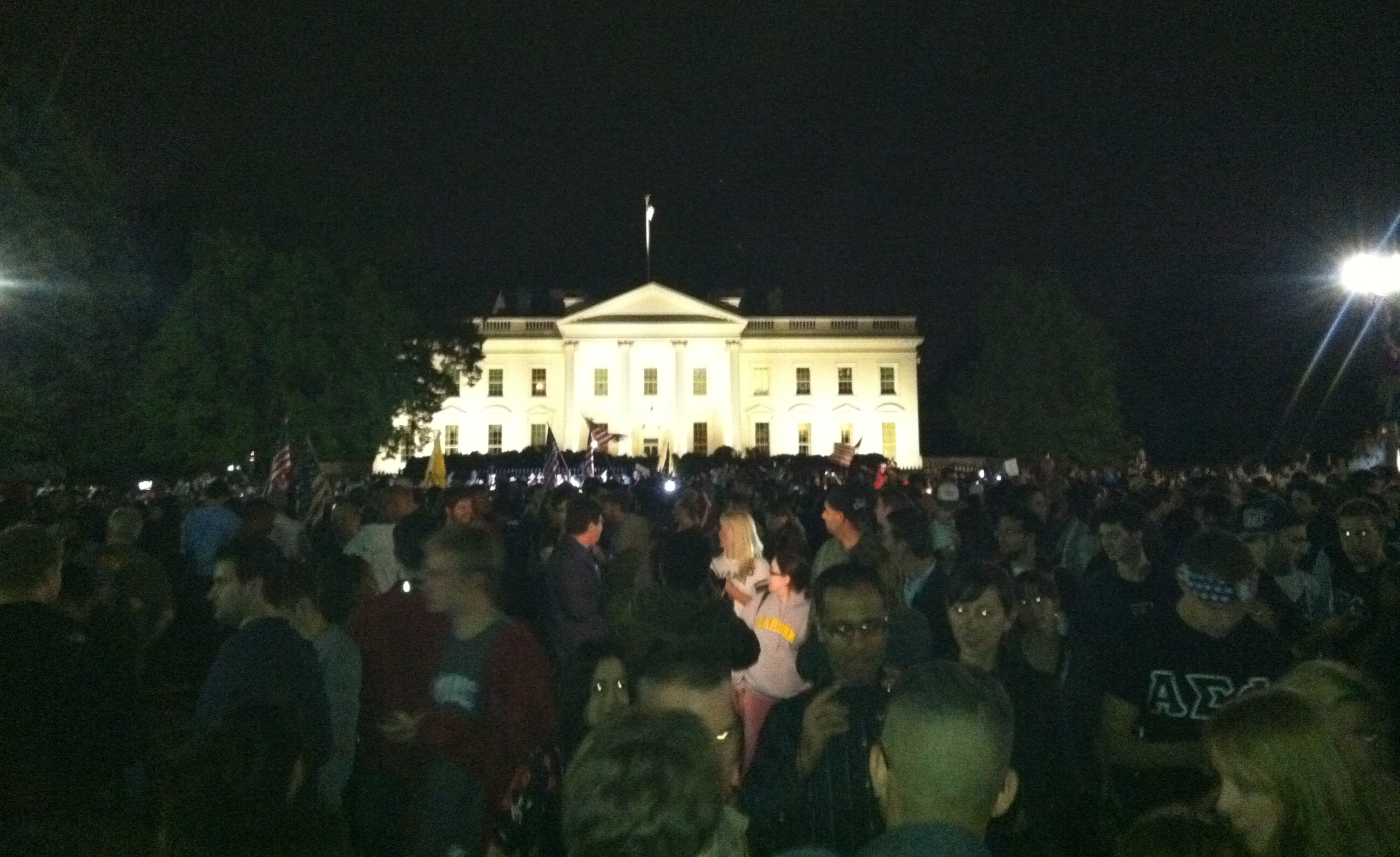
Americanii sărbătorind decesul lui Osama bin Laden în fața Casei Albe

În câteva minute de la anunțul oficial, mulțimile s-au adunat spontan pentru a sărbători în afara curții Casei Albe, la care au participat mii de cetățeni, în Ground Zero, la Pentagon și în Time Square, New York. În Dearborn, Michigan, Michigan, o suburbie din Detroit cu o populație numeros musulmană și arabă, o mulțime mai mică s-a strâns în fața primăriei pentru a sărbători, iar mulți din aceștia au origini din Orientul Mijlociu. De la început până la sfârșitul discursului lui Obama, au fost trimise 4.000 de tweet-uri pe Twitter.
Fanii care au participat la meciul de baseball dintre Philadelphia Phillies și New York Mets, au scandat U-S-A! cheers la Citizens Bank Park ca răspuns în urma veștilor.Similar au procedat cei de la WWE Extreme Rules 2011; o transmitere de tipul pay-per-view din St. Pete Times Forum din Tampa, Florida noul campion de la World Wide Entertaining, John Cena a anunțat publicul despre eveniment, încheindu-se cu o mare scandare „U-S-A!” din partea publicului. Studenții de la Universitatea din Missouri din Columbia, Missouri au sărbătorit cu o paradă prin secția grecească a campusului, un eveniment care a inclus focuri de artificii, cântarea Imnul Statelor Unite ale Americii iar mai multe festivități înregistrate au fost postate pe internet. Studenții de la mai multe universități inclusiv cadeți de la Academia Militară SUA și alte academii ale forțelor armate americane, au sărbătorit de asemenea când au primit vestea. Cele trei mari canele de televiziune și-au întrerupt programele pentru a difuza știrea. Lisa Provence, ziarista de la The Hook a declarat că „Unii americani au sărbătorit la fel cu au sărbătorit precum piticii din Munchkinland când Dorothy a lichidat Vrăjitoarea Malefică din Vrăjitorul din Oz: cu urări de bucurie și declarații oficiale”.

### Foști și actuali oficiali
Fostul președinte George W. Bush a declarat: „Acest moment reprezintă o victorie pentru America, pentru oamenii care aspiră la pace în lume și pentru toți aceia care au pierdut pe cineva drag în atentatele de pe 11 septembrie 2001”. Fostul președinte, Bill Clinton l-a descris ca „un moment de importanță majoră pentru oamenii din lumea întreagă care vor să construiască un viitor comun de pace, libertate și colaborare pentru copiii noștri”. Pentru implicarea ei, Hillary Clinton, Secretarul de Stat al Statelor Unite ale Americii a declarat:„Vom continua lupta în Afganistan împotriva talibanilor și aliaților lor. Știu că există unii care se îndoiau că această zi va veni. Să ne amintim că aceasta este America. Ne ridicăm la înălțimea provocărilor, perseverăm”.
Primarul orașului New York City, Michael Bloomberg a declarat că speră ca moartea lui bin Laden „le va alina durerea celor care au pierdut oameni dragi în atacurile de pe 11 septembrie”. Fostul Consilier de Securitate și Secretar de Stat, Condoleezza Rice a descris știrea „absolut senzațională”, adăugând că a fost „copleșită cu recunoștință și sunt în continuare uimită ce a reușit armata noastră să realizeze”. Evenimentul a fost de asemenea aplaudat de foști și presupuși viitori candidați republicani precum guvernatorul statului Massachusetts, Mitt Romney, fostul guvernator al statului Minnesota, Tim Pawlenty și senatorul John McCain. Mai mulți senatori din SUA și-au pus întrebarea dacă autoritățile pakistaneze știau despre prezența lui bin Laden, și l-au protejat.

### Reacția pe piață
- Warren Buffett de la Berkshire Hathaway a declarat că decesul lui Osama nu a fost „un mare factor al pieței”.[21][22]
- Valoarea dolarului american a crescut brusc față de restul valutelor după vestea decesului lui bin Laden, scăzând totodată prețul petrolului. Cu toate acestea, s-a declarat că dolarul va începe din nou o scădere.[23]

## Pakistan
După decesul lui Osama bin Laden, președintele Asif Ali Zardari a convocat o întâlnire de urgență cu prim-ministrul Yousuf Raza Gilani și șefii securității din Islamabad. Oficialii armatei pakistaneze au refuzat să comenteze, adresând întrebări ministrului de externe. Yousaf Raza Gillani a declarat: „Nu vom permite să fie folosit solul nostru împotriva oricărei altei țări pentru terorism și de aceea cred că este o mare victorie, un succes și felicit succesul operațiunii”. A doua zi o mulțime s-a strâns pentru a-l susține pe bin Laden în orașul Quetta unde aproape 1.000 de oameni s-au adunat strigând „Moarte Americii” și au incendiat un drapel american. Fostul președinte pakistanez Pervez Musharraf a criticat operațiunea declarând „America venind pe teritoriul nostru și să desfășoare acțiuni militare este o încălcare a suveranității noastre manipulând și executarea operațiunii [de trupele SUA] nu a fost corect. Guvernul pakistanez trebuia să fie ținut la curent.”
În urma operațiunii, Serviciile Interne de Inteligență din Pakistan au recunoscut că a fost un eșec al inteligenței. Un oficial a declarat că același complex a fost ras la pământ în 2003 dar de atunci nu a mai fost supravegheat. Lashkar-e-Taiba a organizat o întâlnire de rugăciune pentru a-l comemora pe bin Laden în mai multe orașe pakistaneze, printre care Lahore și Karachi. Un purtător de cuvânt, Hafiz Muhammad Saeed, l-a numit pe bin Laden o mare persoană și a declarat „Osama bin Laden a fost o mare persoană care a trezit lumea musulmană.”
A doua zi după ofensivă, guvernul pakistanez a criticat fapta Statelor Unite, declarând că Statele Unite au făcut „o acțiune unilaterală neautorizată” ce nu va mai fi tolerată în viitor. Ministrul de externe a mai declarată că „Un asemenea eveniment nu va mai fi folosit ca precedent pentru oricare stat, inclusiv Statele Unite.” Unii locuitori din Abbottabad, Pakistan spun că moartea lui bin Laden nu a fost meritată.

## Organizații islamice
- Purtătorul de cuvânt al Comunității Musulmane Ahmadiyya, Harris Zafar a declarat: „Ca musulman, sunt fericit că un terorist cunoscut ca Osama bin Laden a fost doborât iar domnia lui teroristă a luat sfârșit. Acțiunile sale erau contrare adevăratului, pașnicului, mesaj al Islamului, și a creat atât de multă neîncredere și neînțelegere a Islamului. Sper că și alți musulmani vor înțelege că nu era un lider al musulmanilor. A fost doar un lider al extremiștilor”.[33]
- Consiliul pentru relații americano-islamice a emis o declarație care afirma: „Ne asociem compatrioților noștri pentru a saluta anunțul privind eliminarea liderului Al-Qaida, Osama ben Laden, ca amenințare pentru țara noastră și pentru lume. ...ben Laden nu a reprezentat niciodată musulmanii sau islamul. De fapt, în afară de faptul că a ucis mii de americani, el și Al-Qaida au cauzat moartea unui număr incalculabil de musulmani din lumea întreagă.[34]
- „Societatea Islamică din America de Nord (ISNA) s-a alăturat americanilor care i-au mulțumit președintelui Obama, implicându-se promisiunea pe care acesta o făcuse de a-l aduce în fața justiției pe Osama bin Laden, liderul al-Qaeda și autorul atacului de la 11 septembrie”. Președintele ISNA, Imam Magid și-a repetat declarația de sprijin pentru Obama afirmând că „ideologia lui bin Laden nu este compatibilă cu Islam”.[35]
- Vestea decesului lui Osama bin Laden a fost salutată de Societatea Americanilor Musulmani, care anunțase, „S-a făcut dreptate”. Președintele Ahmed El Bendary, care rugându-se ca moartea lui bin Laden va aduce consolare tuturor familiilor victimizate de al-Qaeda, a declarat, „Crimele sale au fost împotriva umanității. Este corect și echitabil că bin Laden ar trebui să fie tras la răspundere pentru crimele sale, iar noi suntem de părere că s-a făcut dreptate.”[36]
- Frăția Musulmană din Egipt a emis o declarație prin care condamna uciderea lui bin Laden, numind-o „asasinare”.[37] Comandantul secund al Frăției Musulmane, Mahmud Ezzat a declarat: „Islam nu este Osama bin Laden. După 11 septembrie a există o mare confuzie. Terorismul a fost amestecat cu Islamul. În faza următoare, toată lumea va privi spre Occident numai pentru comportament”. A adăugat că odată cu moartea lui bin Laden, forțele occidentale era trebui retrase din Irak și Afganistan.[38]
- Consiliului Musulman de Afaceri Publice (MPAC) și-a exprimat importanța decesului lui Osama bin Laden. Președintele MPAC, Salam Al-Marayati, a explicat, „Am avut de-a face cu spectrul de terorism de atâta timp încât eliminarea lui Osama bin Laden reprezintă o lovitură puternică împotriva terorismului.” A declarat că simțea e o schimbare de joc, dar și că „[nu] cred că am obținut victoria împotriva terorismului.”[39]
- Secretarul general al Organizației Conferinței Islamice (OCI) a declarat că el „a urmărit cu mare atenție uciderea reportată a lui Osama bin Laden care a fost responsabil pentru multe atacuri și vărsare de sânge nejustificate împotriva civililor nevinovați.” și a subliniat că OCI condamnă terorismul în toate formele sale. El a reafirmat necesitatea de a aduce teroriștii în fața justiției, dar a amintit că activitățile de combatere a terorismului trebuie să se concentreze asupra cauzelor terorismului.[40]

## Organizații teroriste
- Brigada Martirilor al-Aqsa din Palestina, aripa militară a partidului Fatah, a fost declarat de agenția de știri Ma'an că au deplâns decesul lui bin Laden, afirmând într-o declarație: „Națiunea islamică a fost uimită de vestea că bin Laden a fost ucis de necredincioși. A părăsit o generație care urmează educația pe care a dat-o în Jihad. Luptătorii din Palestina și din întreaga lume care și-au pierdut liderii nu și-au încheiat misiunea și vor continua în tutela stăpânilor lor. Noi le spunem ocupanților israelieni și americani că avem lideri care au schimbat istoria cu Jihadul și statornicia lor. Suntem gata să ne sacrificăm viețile pentru a aduce înapoi pace.” Ulterior, Ma'an a afirmat că purtătorul de cuvânt al grupului nu a făcut nicio declarație.[41][42]
- Un membru al Al-Qaeda în Peninsula Arabă a afirmat: „Această veste constituie o catastrofă pentru noi. La început nu am crezut, dar am intrat în legătură cu frații noștri din Pakistan, care ne-au confirmat.”[43]
- Hamas a denunțat uciderea lui bin Laden: „Condamnăm asasinarea și uciderea unui mujahedin. Credem că este urmarea politicii de opresiune americană, bazate pe vărsarea de sânge arab și musulman.”[44][45] Ismail Haniya, șeful guvernului mișcării palestiniene Hamas din Gaza, a declarat: „Condamnăm asasinarea oricărui mujahedin (combatant islamic) și a oricărui individ, musulman sau arab, și îi cerem lui Dumnezeu să-i acorde îndurarea.”[45] Ismail al-Ashqar, un parlamentar din Hamas l-a numit: terorism de stat pe care America îl desfășoară împotriva musulmanilor”.[46]
  - Statele Unite și Regatul Unit au condamnat Hamas pentru deplângerea decesului lui bin Laden și pentru că l-au numit „războinic sfânt”. Un membru al guvernului american l-a calificat drept „scandalos”, iar secretarul de externe britanic William Hague a condamnat de asemenea remarcile făcut de Hamas.[47]
- Khaled al-Batch, un purtător de cuvânt al Jihadului Islamic Palestinian a declarat despre atac, „Asasinarea arată că voi americanii vă comportați exact ca teroriști,” și numind Statele Unite pirați și teroriști.[48]
- Un purtător de cuvânt al Tehrik-i-Taliban Pakistan a afirmat: „dacă el [bin Laden] a fost martirizat, noi îi vom răzbuna moartea și vom lansa atacuri împotriva guvernelor american și pakistanez și a forțelor lor de securitate... Dacă a devenit martir, este o mare victorie deoarece pentru noi martiriul este obiectivul pentru noi toți.”[38]

## Reacția internațională

### State și organizații administrative

#### Africa
- Etiopia - Declarația Biroului Afacerilor de Comunicare al guvernului: „Etiopia simte și împărtășește agonia și suferința națiunilor care și-au pierdut în atacurile teroriste fără sens... Guvernul Etiopiei salută toate partidele implicate în operațiune, în special operative anti-teroriste ale SUA pentru urmărirea și distrugerea acestui lider nepocăit a unei organizații teroriste internaționale. Cu toate că moartea lui Osama bin Laden nu înseamnă sfârșitul luptei anti-teroriste, este, cu toate acestea, o mare victorie pentru forțele anti-teroriste... Cu această ocazie, felicităm întregul popor american și guvernul Statelor Unite. În țările noastre vecine, Al-Qaeda a provocat pagube Somaliei apartide, a ucis și mutilat mulți inocenți în Kenya și Tanzania și a fost de mulți ani implicată acțiunile teroriste care aveau ca scop destabilizarea Cornul Africii.”[49]
- Kenya - Prim-ministrul Keniei, Raila Odinga a declarat: „Este o mare realizare în războiul împotriva terorismului.”[50]
- Libia (Consiliul Național de Tranziție) - Colonelul Ahmed Omar Bani, un purtător de cuvânt pentru armata rebelă care luptă în prezent împotriva forțelor loiale conducătorului libian Muammar Gaddafi, a declarat „Suntem foarte fericiți” să auzim despre moartea lui bin Laden, și îl considerăm pe bin Laden ca un alt inamic care luptă împotriva rebelilor. Bani a adăugat că își dorește ca Gaddafi să aibă parte de aceeași soartă ca a lui bin Laden, afirmând:„Vrem ca americanii să facă același lucru cu Gadaffi.”[51]
- Maroc - Ministerul Comunicațiilor Khalid Naciri a declarat că „întreaga lume a suferit de pe urma lui bin Laden și a organizațiilor pe care le-a creat.” Guvernul marocan crede de asemenea că un grup afiliat al Al-Qaeda a fost responsabil pentru atentatul din Marrakech în 28 aprilie 2011.[52]
- Nigeria - Consultantul Securității, Evawere Oyede a declarat că reacția din Nigeria a fost diversificată în urma decesului lui bin Laden. Oyede a declarat: „Unii oameni îl văd pe o alinare. Pe când alți oameni îl vad ca fiind omul care încerca să lupte împotriva Lumii Occidentale. Mulți oameni îl văd pe Osama un erou.”[53] Șeful poliției al țării, Hafiz Ringim a anunțat că Nigeria a fost expusă codului roșu în urma decesului lui bin Laden.[54]
- Somalia - Prim-ministrul Somaliei, Mohamed Abdullahi Mohamed a salutat moartea lui bin Laden declarând: „Salutăm operațiunea pe care serviciile de inteligență ale SUA au desfășurat-o și l-au ucis pe liderul Al-Qaeda, bin Laden, care mărturisise deja că el este capul care a planificat uciderea în masă în diferite locuri din lume.” De asemenea, Prim-ministrul „l-a acuzat pe bin Laden pentru furnizarea unui mare sprijin grupului Al-Shabaab”. A adăugat de asemenea că „Somalia este adevărata victimă a războiului ideologic al lui Osama”.[55]
- Africa de Sud - Departamentul de Relații Internaționale și Cooperare a emis o declarație prin care guvernul „a băgat de seamă despre moartea d-lui Osama bin Laden” și a reafirmat sprijinul țării de a opri „demonul terorism, prin toate manifestările sale”, folosind „sistemul de guvernare global de multilateralism”.[56][57] Purtătorul de cuvânt al CNA, Jackson Mthembu a refuzat să comenteze vestea și a declarat că CNA nu va emite nicio declarație oficială, până nu se va arăta dovada cadavrului, susținând că „chiar și președintele Obama nu a văzut cadavrul”.[57]
- Uganda - Guvernul Ugandei a descris decesul lui bin Laden ca un „eveniment important”. Purtătorul de cuvânt Fred Opolot a promis că „trupele Ugandei dintr-o forță a Uniunii Africii din Somalia va continua să lupte miliției Al-Shabaab afiliat Al-Qaeda”.[52]